# Jorge de Alvarado
Jorge de Alvarado y Contreras, né à Badajoz, en Espagne, vers 1480 et mort entre 1540 et 1542, est un des principaux conquistadors espagnols de la conquête espagnole du Guatemala aux côtés de son frère Pedro de Alvarado, qui lui a délégué à plusieurs reprises la gouvernance des territoires conquis au Guatemala. Il avait également participé, auparavant, aux conquêtes de Cuba et de l'Empire aztèque.
Il a épousé Doña Lucía, fille de Xicotencatl I et sœur de Xicotencatl II.